# Yamanouchi Seiyaku

Yamanouchi Seiyaku K.K. (jap. 山之内製薬株式会社, Yamanouchi seiyaku Kabushiki-gaisha, wörtlich: „Yamanouchi Arzneimittelherstellung“, engl. Yamanouchi Pharmaceutical Co., Ltd.) war ein japanischer Arzneimittelhersteller, der im Jahr 2005 mit Fujisawa Yakuhin Kōgyō fusionierte. Das neue Unternehmen heißt Astellas.
Im Jahr 1923 eröffnete der Japaner Kenji Yamanouchi in Osaka ein pharmazeutisches Unternehmen unter dem Namen Yamanouchi Yakuhin Shōkai (山之内藥品商會). Im Jahr 1940 wird dieses Unternehmen zur Yamanouchi Seiyaku K.K.
Im Jahr 1942 erfolgt der Umzug des Unternehmens von Osaka nach Tokio. 1963 wird mit der Taiwan Yamanouchi Pharmaceutical Co., Ltd. die erste Niederlassung der Firma in Übersee gegründet. 1979 wird ein New Yorker Büro eröffnet, 1980 ein Büro in London.
1986 wird mit der Yamanouchi Ireland Co., Ltd. der erste Produktionsort in Übersee eröffnet. Er ist zur Produktion von bulk drug substances vorgesehen.
Durch die Übernahme des pharmazeutischen Zweiges der niederländischen Firma Royal Gist Brocades wird 1991 eine unabhängige europäische Marketing-Organisation gegründet. 1994 wird diese in Yamanouchi Europe B.V. umbenannt. Zugleich entsteht auch die Yamanouchi Pharma GmbH in Deutschland. 
1994 wird durch Gründung der Shenyang Yamanouchi Pharmaceutical Co., Ltd. auch der chinesische Markt erschlossen. 2001 entsteht die Yamanouchi Pharma America, Inc. in den USA mit dem Ziel, auch den amerikanischen Markt weiter zu erschließen.
Im Jahr 2004 wird beschlossen, den japanischen Arzneimittelhersteller Fujisawa Yakuhin Kōgyō zu übernehmen. Die Fusionsverhandlungen werden am 1. April 2005 abgeschlossen. Der Name des neuen Unternehmens ist Astellas. Die deutsche Tochtergesellschaft des neuen Unternehmens heißt Astellas Pharma GmbH und umfasst die vorherigen Firmen Yamanouchi Pharma GmbH, Fujisawa GmbH und Fujisawa Deutschland GmbH.